# Монкьо-делле-Корті
Монкьо-делле-Корті (італ. Monchio delle Corti) — муніципалітет в Італії, у регіоні Емілія-Романья,  провінція Парма.
Монкьо-делле-Корті розташоване на відстані близько 340 км на північний захід від Рима, 100 км на захід від Болоньї, 50 км на південь від Парми.
Населення — 944 особи (2014).

## Демографія
Населення за роками:

Станом на 1 січня 2023 року в муніципалітеті офіційно проживало 38 іноземців з 9 країн, серед них 17 громадян країн Євросоюзу та 10 громадян України.

## Сусідні муніципалітети
- Баньоне
- Комано
- Корнільйо
- Ліччана-Нарді
- Паланцано
- Рамізето